# Томишко Антоній Осипович
Антоній Осипович (Йосипович) Томишко (уроджений Антонін Томишка, чес. Antonín Tomíška; 6 квітня (25 березня) 1851, Пардубице, Чехія — 20 (8) жовтня 1900, Санкт-Петербург, Росія) — російський архітектор чеського походження, педагог, дійсний член Академії мистецтв (з 1893 року). Автор архітектурно-будівельних проєктів Російської імперії та Болгарії, включно з будівельним комплексом петербурзької в'язниці «Хрести».

## Біографія
Антоній Томишко народився в невеликому містечку Гержманув Местец (чес. Heřmanův Městec) поблизу Пардубице в Чехії. Його батько був скульптором. В юного Антонія рано розвинулись здібності до малювання.
У 1870—1874 роках Антоній Томишко навчався в Петербурзькій Академії мистецтв. Був нагороджений медалями: 2 срібними (1872), 1 срібною (1873) і 2 золотими (1873).
1874 року Антонію Осипович Томишко одержав громадянство Російської імперії й переїхав до Санкт-Петербурга.
1875 року отримав звання класного художника І ступеня та як пенсіонер Академії мистецтв вдосконалював свою майстерність за кордоном впродовж чотирьох років. 
1879 року Антонію Томишко присвоїли звання академіка за «Проєкт православного собору на 3000 осіб» й інші роботи.
З 1879 року розпочав викладацьку діяльність в Академії мистецтв, а 1888 року був удостоєний звання професора.
Антоній Томишко керував майстернею Вищого художнього училища Академії в період з 1894 по 1900 роки. Був обраний ректором училища — 1897—1898 роки.
Антоній Осипович Томишко помер 1900 року в Санкт-Петербурзі. Був похований на Нікольському кладовищі, яке розташовано на території Олександро-Невської лаври, могила не збереглась.

## Творчість
Антоній Томишко прославився численними архітектурними будівлями, зазвичай оформлених у російському стилі. Автор архітектурно-будівельних меморіальних комплексів Болгарії й тюремних будівель Російської імперії.
Вибрані будівлі:
- Волковська богадільня — Санкт-Петербург, набережна річки Волковки, 3[7]
- Фельдшерське училище — Санкт-Петербург, проспект Суворовський, 4
- За ініціативою громадського діяча Константина Грота на ділянці колишнього Карповського кладовища за проєктом архітектора Антонія Томишко було збудовано триповерхову будівлю Олександро-Маріїнського училища для сліпих (1887—1889) — Санкт-Петербург, вул. Професора Попова 37б
- Єдиним палацом в архітектурній практиці Антонія Томишка був чотириповерховий Нижній або Новий палац Миколи ІІ, відомий як Нижня дача. Палац був побудований за власним проєктом архітектора і розташований на березі Фінської затоки в парковому комплексі Олександрія, Петергоф (1885, 1895—1896)
- Антоній Томишко разом з Леонтієм Бенуа, брав участь у реалізації проєкту Великокнязівської усипальниці в Петропавлівській фортеці поряд з Петропавлівським собором у Санкт-Петербурзі (1897—1908)
- Визнання Антонія Томишка принесло будівництво тюремних установ, включно з комплексом в'язниці «Хрести» і пересильною тюрьмою — Санкт-Петербург, набережна річки Монастирки, 13-15 (1884—1890)
- Тюремний замок — комплекс в'язниці побудований за проєктом «Хрести» у співавторстві з Левом Влодеком, Одеса, Люстдорфська дорога, (1891—1894)[8]

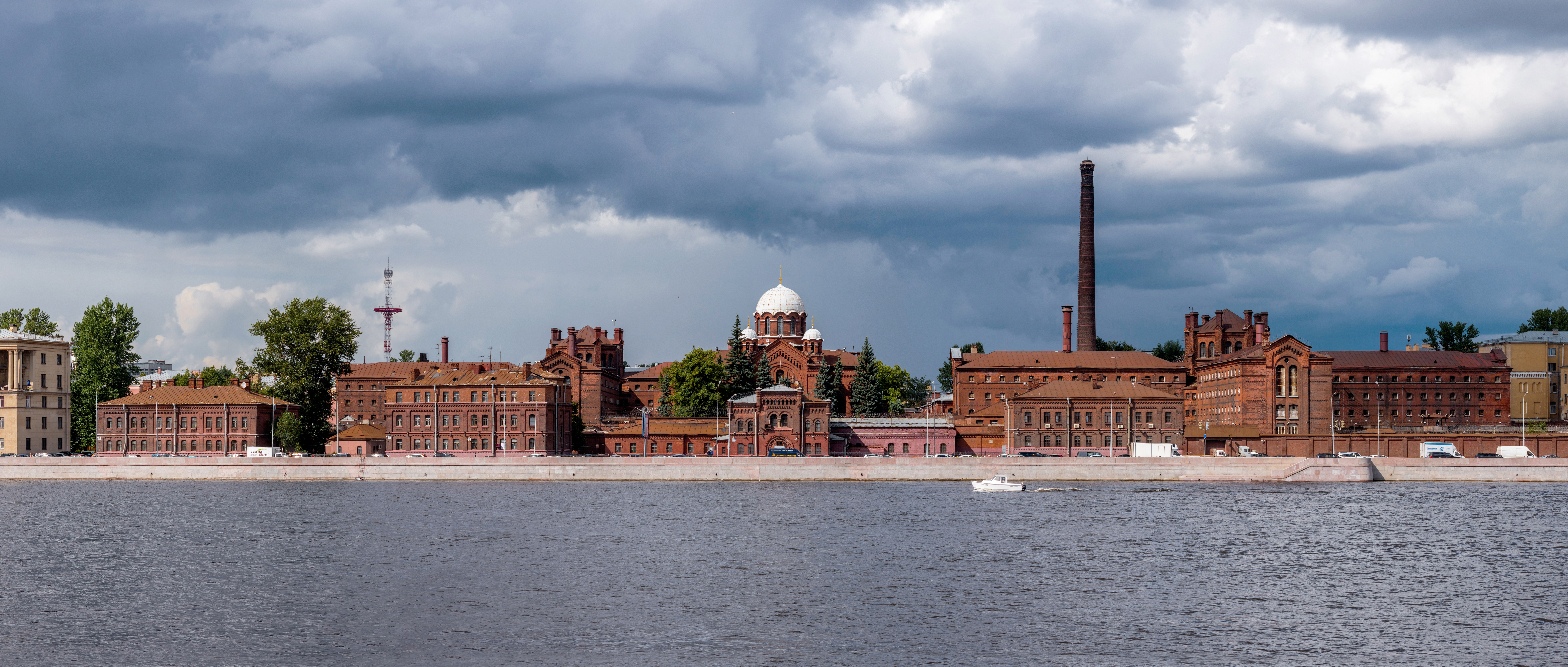
«Хрести» — найвідоміша споруда Антонія Томишка.